# Helicopsyche scaloida
Helicopsyche scaloida is een fossiele soort schietmot uit de familie Helicopsychidae.